# Zoanthus
Genre
Zoanthus est un genre  de cnidaires (coraux) de la famille des Zoanthidae (ordre des Zoantharia, appelés « zoanthides »).

## Liste des espèces
Selon World Register of Marine Species (24 décembre 2016) :
- Zoanthus alderi Gosse, 1860
- Zoanthus barnardi Carlgren, 1938
- Zoanthus bertholetti
- Zoanthus cavernarum Pax & Müller, 1957
- Zoanthus chierchiae Heider, 1895
- Zoanthus coppingeri Haddon & Shackleton, 1891
- Zoanthus cyanoides Pax & Müller, 1957
- Zoanthus durbanensis Carlgren, 1938
- Zoanthus gigantus Reimer & Tsukahara in Reimer, Ono, Iwama, Takishita, Tsukahara & Maruyama, 2006
- Zoanthus kealakekuaensis Walsh & Bowers, 1971
- Zoanthus kuroshio Reimer & Ono in Reimer, Ono, Iwama, Takishita, Tsukahara & Maruyama, 2006
- Zoanthus natalensis Carlgren, 1938
- Zoanthus pigmentatus Wilsmore, 1909
- Zoanthus praelongus Carlgren, 1954
- Zoanthus pulchellus (Duchassaing & Michelotti, 1860)
- Zoanthus robustus Carlgren, 1950
- Zoanthus sansibaricus Carlgren, 1900
- Zoanthus sinensis Zunan, 1998
- Zoanthus sociatus (Ellis, 1768)
- Zoanthus solandri Le Sueur, 1818
- Zoanthus stuhlmanni Carlgren
- Zoanthus vietnamensis Pax & Müller, 1957
- Zoanthus xishaensis Zunan, 1998

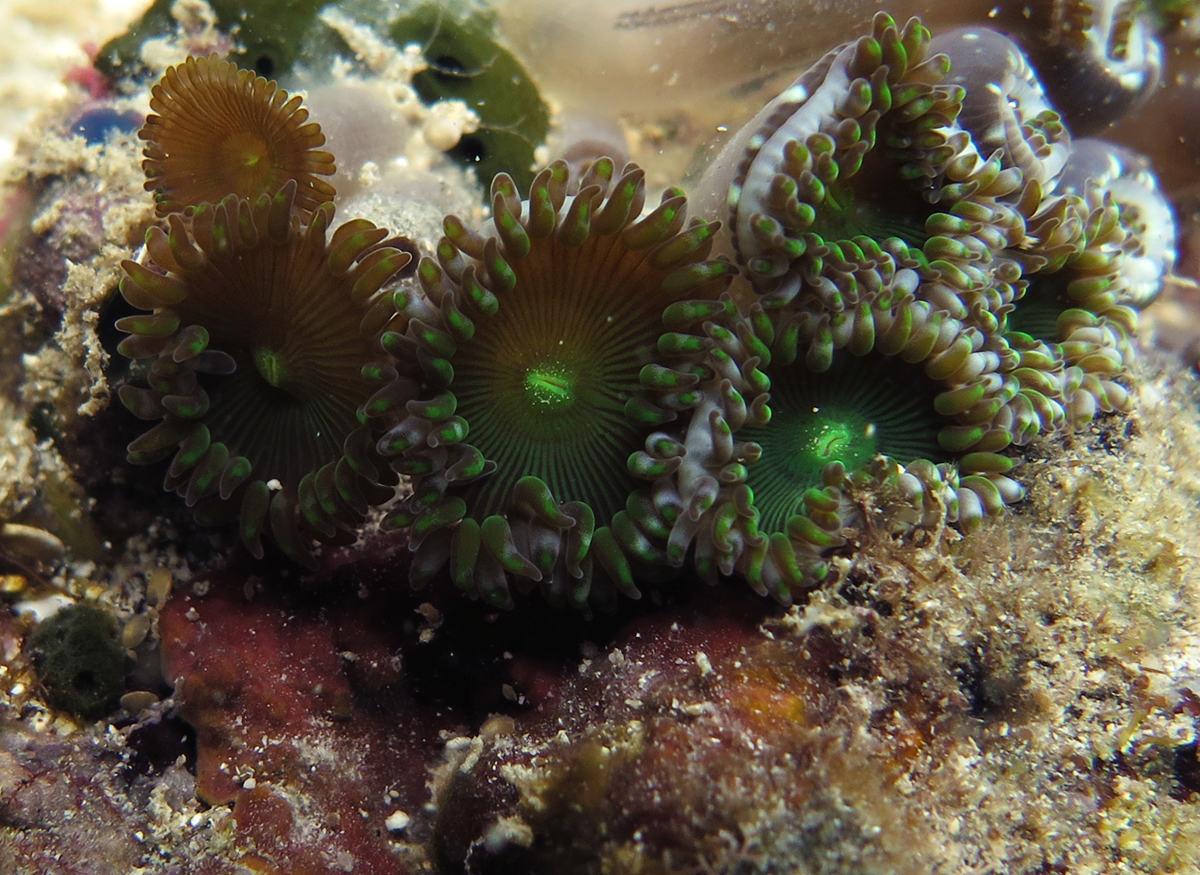
Zoanthus durbanensis
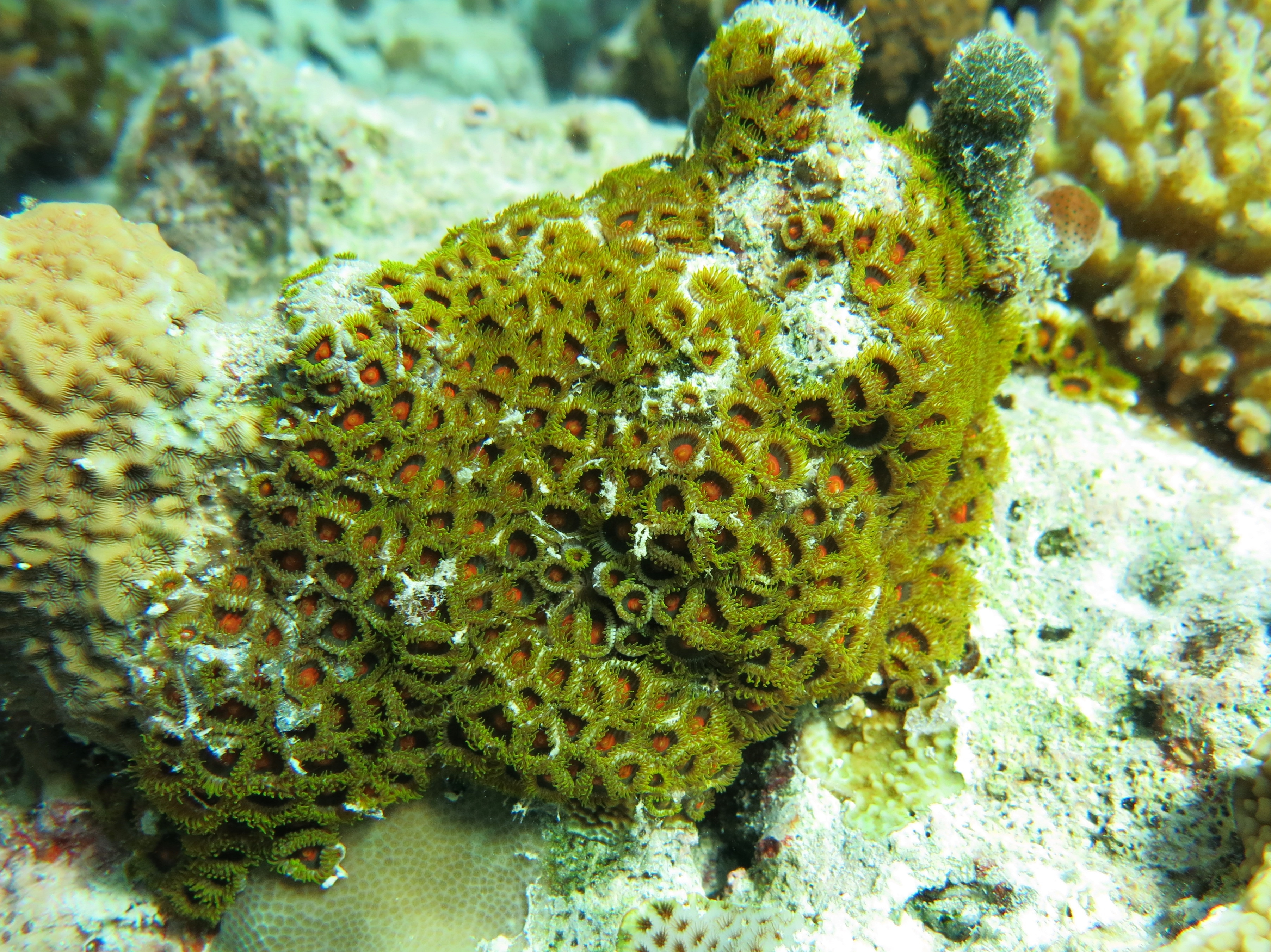
Zoanthus mantoni
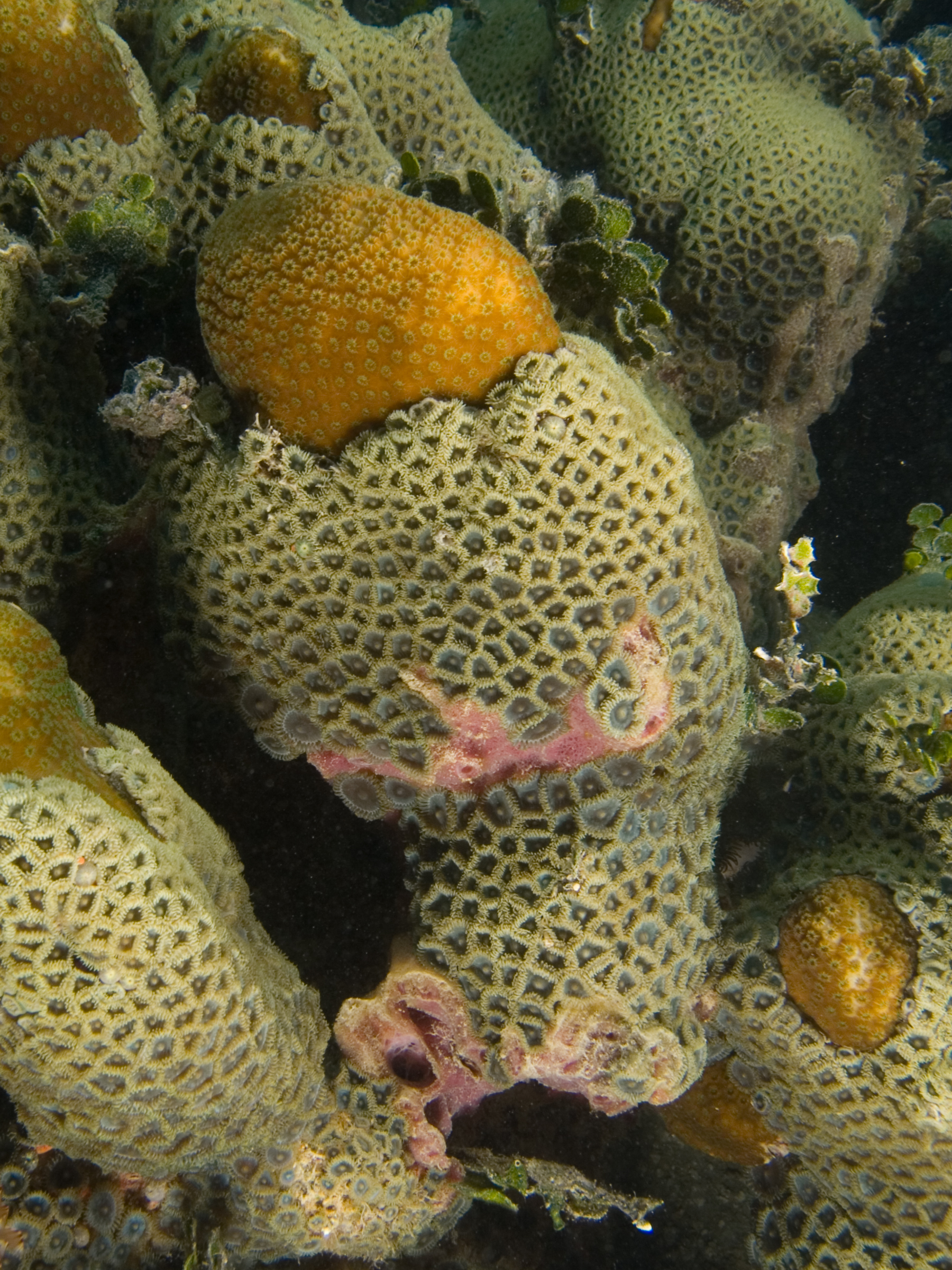
Zoanthus pulchellus
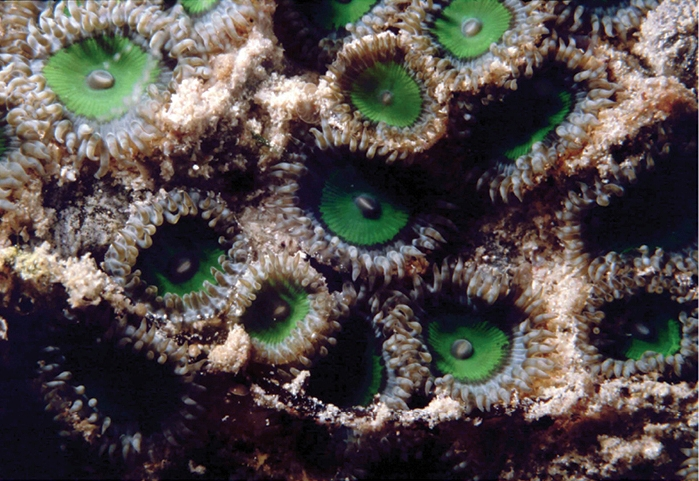
Zoanthus sansibaricus